# Mocapra
Mocapra je rijeka u Venezueli, pritoka rijeke Guariquito. Pripada porječju rijeke Orinoco.